# Dana Horáková
Dana Horáková (tschechisch Daňa Horáková; * 27. März 1947 in Grünbach (Sachsen)) ist eine deutsch-tschechische Journalistin, Schriftstellerin, Verlegerin und Kulturpolitikerin. Sie war von 2002 bis 2004 parteilose Hamburger Kultursenatorin im Senat des Ersten Bürgermeisters Ole von Beust.

## Leben
Dana Horáková wuchs als Tochter einer deutschen Mutter, einer Kommunistin, und eines tschechischen Vaters, der während der NS-Zeit Zwangsarbeiter gewesen war, in Prag-Kunratice auf. Nach dem Studium der Philosophie an der Karls-Universität Prag wurde sie 1971 mit der Dissertation Meister Eckhart als Präludium zu Martin Heidegger promoviert. Während ihrer Studienzeit in Prag war sie Mitglied der Studentengruppe um Milan Machovec, die in der damals marxistisch-atheistischen Tschechoslowakei den „Dialog zwischen Marxisten und Christen“ ins Leben gerufen hatte.
Von 1968 bis 1969 studierte sie am Union Theological Seminary in New York und fertigte eine Abschlussarbeit über Dietrich Bonhoeffer an. Seit 1971 hatte sie einen Lehrauftrag für Philosophie an der Technischen Universität Prag. Seit 1973 zählte sie zum Freundeskreis um den Dramatiker und späteren Präsidenten Tschechiens Václav Havel. In ihrer Wohnung in der Pařížská 7 – einem Treffpunkt regimekritischer Dichter, Theologen, Schauspieler usw. – gründete sie 1975 zusammen mit Havel den illegalen Samisdat-Verlag Edice Expedice („Edition Expedition“, Anspielung auf den Verlag Česká expedice). Nach der Veröffentlichung der Charta 77 wurde ihr fristlos gekündigt. Danach war sie mit einem Arbeitsverbot belegt und schließlich zur Ausreise gezwungen. 1977 heiratete sie den Filmregisseur Pavel Juráček (1935–1989), einen Vertreter der Tschechoslowakischen Neuen Welle, über den sie 2020 das autobiografische Werk Buch über Pavel (Kniha o Pavlovi) veröffentlichte. Es wurde 2023 als Theateradaption am Divadlo Na zábradlí aufgeführt.
Nach ihrer Ausreise aus der Tschechoslowakei 1979 arbeitete sie in München trotz Stipendium zunächst als Putzfrau, später als Hörspiel- und Drehbuchautorin und ab 1992 in Berlin als Autorin und Journalistin, u. a. für den Verlag Westermann. Außerdem war sie als Kultur-Ressortleiterin für Bild, B.Z. und Bunte und von 2000 bis 2001 als stellvertretende Chefredakteurin der Welt am Sonntag tätig. 1993 übersiedelte sie nach Hamburg, wo sie von 2002 bis 2004 parteilose Kultursenatorin war. Sie setzte sich maßgeblich für das Entstehen von Deutschlands erstem Internationalen Haus der Photographie ein.

## Werke
Bücher auf Deutsch
- Dein Name ist Dein Schicksal. 3 Bände. Langen-Müller, München 1982.
  - Anna, ISBN 3-7844-1937-2.
  - Helene, ISBN 3-7844-1936-4.
  - Maria, ISBN 3-7844-1935-6.
- Denkmäler in Deutschland. Was alte Steine uns erzählen. Lübbe, Bergisch Gladbach 1996, ISBN 3-404-60430-X.
- Das Christophorus-Projekt. Von der Pflicht der Alten, unsere Kinder zu retten. Neuer Europa, Leipzig 2006, ISBN 3-86695-360-7.
- Vorbilder. Berühmte Deutsche erzählen, wer Ihnen wichtig ist. Marix, Wiesbaden 2007, ISBN 978-3-86539-147-6.
- Wenn Frauen jüngere Männer lieben. Und warum diese Beziehungen so erfüllend sind. Zabert Sandmann, München 2009, ISBN 978-3-89883-246-5.
- Starke Frauen – verehrt, geliebt, verteufelt. Quadriga 2011, ISBN 978-3-86995-016-7.
- Wie erkläre ich meinem Hund, dass er kein Mensch ist? Lau-Verlag, Reinbek 2012, ISBN 978-3-941400-42-9.
- 101 Top-Dogs – Von verkannten Hunden bekannter Menschen und umgekehrt. Kynos-Verlag 2015, ISBN 978-3-95464-050-8.

Bücher auf Tschechisch
- Den plný pitomců, Edice Expedice, Praha 1978, 2. vydání Torst, Praha 2014
- O Pavlovi, Torst 2020, ISBN 978-80-7215-592-7

Hörspiele
- Tod Nr. 44.047 (über Edith Stein)
- Sylvia (über Sylvia Plath)

Drehbuch
- Tag der Idioten, Spielfilm (D 1981)

## Preise
- „Kulturpreis“ von Radio Klassik (als Kulturvermittler, zusammen mit August Everding)
- Medaille für Tapferkeit im Kampf gegen Kommunismus (Prag 2018)